# Горњи Бразиј (Прахова)
Горњи Бразиј (рум. Brazii de Sus) насеље је у Румунији у округу Прахова. Oпштина се налази на надморској висини од 132 m.

## Становништво
Према подацима из 2002. године у насељу је живело 1848 становника, од којих су сви румунске националности.